# Carlos Alberto Moniz
Carlos Alberto de Menezes Moniz (Ilha Terceira, Açores, 2 de agosto de 1948) é um artista, apresentador, maestro, músico e compositor português. Participou em espectáculos em Portugal e no estrangeiro com José Afonso, Adriano Correia de Oliveira e Carlos Paredes, com os quais gravou vários discos.
É o pai da atriz e cantora Lúcia Moniz.

## Biografia
Filho de Alberto Moniz da Costa (Angra do Heroísmo, Sé, 17 de Novembro de 1911 - Lisboa, 3 de Abril de 1999) e de sua mulher Maria Aida de Meneses de Bettencourt (Praia da Vitória, 9 de Setembro de 1922).
Depois do divórcio de Maria do Amparo Pereira, com quem casou em Lisboa em 1973 e de quem tem duas filhas, a cantora e atriz Lúcia Moniz (n. 1976) e a cantora, ex-atriz e actual cabeleireira Sara Moniz (n. 1980), casou-se em Lisboa a 31 de Agosto de 1991 com Idália Serrão, de quem se divorciou em 2010 e de quem tem um filho, João Salvador Serrão de Meneses Moniz (Lisboa, 1 de Maio de 1994).
Escreveu em parceria com José Jorge Letria ao longo de 25 anos, entre outros trabalhos "Rua dos Navegantes" (Prémio "Casa da Imprensa") e a cantata intitulada "Macau um Sonho Oriental", subordinada ao tema da presença dos portugueses no Oriente.
Foi membro da Direcção da Sociedade Portuguesa de Autores por dois mandatos (em 1983 e em 1991) voltando a integrar a Direcção desta Sociedade de Novembro de 2001 a Dezembro de 2003. Também foi Presidente da Assembleia-geral do Sindicato Nacional dos Músicos de 2000 a 2004.
Outubro de 2010 foi convidado para integrar a Comissão de Patronos, constituída para as comemorações do 70º Aniversário da Liga Portuguesa Contra o Cancro.
Em 2011 regressa à Sociedade Portuguesa de Autores na qualidade de membro da direcção.

## Biografia musical
Em 1969 dá-se a sua estreia como cantor em Televisão que ocorreu no programa Zip-Zip na RTP.
Com o grupo Improviso, em 1973, grupo formado por este cantor, Maria do Amparo, Ana Teodósio e Manuel José Soares participam no X Grande Prémio da Canção com "Cantiga".
Funda com Pedro Osório e Samuel o grupo SARL (de Sociedade Artística Recreativa Lusitana) que fazem a sua estreia em disco com "De Como A Canção Social…/Funchal, 23" que é editado pela Movieplay, em 1974.
Juntamente com Pedro Osório, Alfredo Vieira de Sousa, Madalena Leal e Maria do Amparo foi, em 1974, um dos fundadores do Grupo Outubro que editam os álbuns "A Cantar Também a Gente se Entende" em 1976 e "Cantigas de ao Pé da Porta" em 1977.
Com Maria do Amparo concorre ao Festival RTP da Canção de 1979 com as músicas "A Outra Banda"" e "Camponês Dos Campos De Água", repete esta sua participação, em 1981, com "Olá Rapariga, Olá".
Com o Grupo SARL (de Sociedade Artística Recreativa Lusitana) concorre ao Festival RTP da Canção de 1982 com o tema "Quero Ser Feliz Agora".
Edita, com Maria do Amparo, em 1983, o álbum "Música Prapular Portuguesa".
Em 1986, com a sua Banda, concorre de novo ao Festival RTP da Canção com a "Canção para José da Lata''" com letra de Álamo de Oliveira. É o autor, neste ano, de "Uma História ao Fim do Dia", tema da rubrica da RTP que manda os mais novos para a cama.
Deslocou-se em 1990, a Zagreb, na qualidade de orquestrador e director de orquestra da canção "Há Sempre Alguém" de Nucha, representante de Portugal no Festival Eurovisão da Canção.
Em 1991 representou Portugal como autor e intérprete no Festival Eurovisão da Canção em Corfu.
Foi o orquestrador e director de orquestra da canção "Amor de Água Fresca" de Dina, em 1992, que representou Portugal no Festival Eurovisão da Canção realizado em Malmo, na Suécia. Ainda nesse ano, a música deste autor e de José Medeiros foi editada num CD.
Em 1998 assume a direcção musical e co-autoria da revista "Isto Vai Com Elas" que esteve em exibição no Teatro Maria Vitória, Parque Mayer.
No ano seguinte lançou, com a sua autoria, um disco de "Marchas e Passodobles" dedicados à Ilha Terceira.
Também em 1999 assume a Direcção Musical e Co-Autoria da revista "O Troilaré O Troilará" que esteve em exibição no Teatro Maria Vitória no Parque Mayer.
Lançou o disco "Clássicos Açorianos", em 1999, e assume a Direcção Musical e Co-Autoria da revista "Tem A Palavra A Revista" que esteve em exibição no Teatro Maria Vitória no Parque Mayer.
No dia 3 de Junho de 2003 realizou no Wonder Bar do Casino Estoril um encontro de amigos a propósito da publicação do seu disco "Herdeiros da Maresia", uma leitura musical dos poetas Sophia de Mello Breyner, Natália Correia, Vitorino Nemésio, Antero de Quental, Emanuel Félix, Eduíno de Jesus, Roberto Carneiro, Marcolino Candeias, Vasco P. da Costa, Álamo Oliveira, José F. Costa, V. Rui Dores e Manuel M. Ferreira.
Participa na compilação "Manhã Clara", em Abril de 2004, que inclui o inédito "E um dia fez-se Abril" (letra de José Jorge Letria e música e voz do autor e no piano de João Paulo Esteves da Silva).
Em 2005 e 2006 assume a Direcção Musical e Co-Autoria das revistas "A Revista É Liiiinda!" e "Já Viram Isto?!…" das revistas que esteviveram em exibição no Teatro Maria Vitória, Parque Mayer.
Em Junho de 2007 este inicia um ciclo de actuações no DUARTELOUNGE no Casino Estoril, dedicado à Música Popular Açoriana, acompanhado em palco por Domingos Silva ao piano, Nuno Fernandes no contrabaixo e Natália Juskiewicz no violino.
Participou em espectáculos ao vivo como orquestrador ou como instrumentista, em discos com José Afonso, Adriano Correia de Oliveira, Carlos Paredes, Manuel Freire, José Jorge Letria, José Barata Moura, Maria da Fé, José Mário Branco, Toni de Matos, Fernando Tordo, Paulo de Carvalho, Carlos do Carmo, Mário Viegas, José Carlos Ary dos Santos, Lenita Gentil, Brigada Vitor Jara, Chico Buarque de Holanda de entre outros.
Ao longo da sua carreira actuou em Portugal, Espanha, Itália, França, Países Baixos, Bélgica, Suíça, Reino Unido, Noruega, Suécia, Alemanha Ocidental e Alemanha Oriental, antiga União Soviética, Bulgária, (antiga) Jugoslávia, Estados Unidos, Canadá, Brasil, Macau (na República Popular da China), Senegal, Angola, Timor-Leste.

### Discografia

#### De 1970 a 1979
- Açores (Single, Zip-Zip, 197-) - em conjunto com Maria do Amparo
- Rosa, Roseira/Na Face do Canto (Single, Zip-Zip, 1971) - Grupo EFE5
- Cantiga (Single, Zip-Zip, 1973) - Grupo Improviso
- (Single, Zip-Zip, 1974) - em conjunto com Maria do Amparo
- A Cantar Também a Gente se Entende (LP, Diapasão, 1976)- Grupo Outubro
- Cantigas de Ao Pé da Porta (LP, Diapasão, 1977) - Grupo Outubro
- Ceifa, Ceifeira/Vai Dentro (Single) - em conjunto com Maria do Amparo
- Fungagá da Bicharada (LP)
- Viva a Pequenada (LP, Telectra,1978)
- A Outra Banda/Camponês dos Campos de Água (Single, RCA/Telectra, 1979)
- Uma Canção Comercial (Single, RCA Records, 1979)

#### De 1980 a 1989
- Olá Rapariga Olá/É Pegar Ou Largar (Single, Edisom, 1981) - em conjunto com Maria do Amparo
- Quero Ser Feliz Agora/A Cunha (Single, Polygram, 1982) - Grupo SARL
- Ó Ai Ó Linda (Single, Polygram, 1983)
- MúsicaPrapularPortuguesa (LP, Polygram,1983) - em conjunto com Maria do Amparo
- A Banda Dos Animais (LP, Transmédia, 1984)
- Jardim Zoológico de Pernas Pró Ar (Single, Transmédia, 1985)
- Zarabadim (Lp, Transmédia)
- Uma História Ao Fim do Dia (Single, Vaga/Transmédia, 1986)
- Sanjoaninas 86 - Temas: Angra mais cidade, Se vieres e Amor Prefeito! (Single, Transmédia, 1986)
- Histórias de um Português Qualquer (LP, Transmédia, 1987)
- Era Uma Vez (Single, Transmédia, 1987)
- Sanjoaninas 87
- Sanjoaninas 89

#### De 1990 a 1999
- Sanjoaninas 90
- Arca de Noé (LP, 1990/1)
- Obrigado Pai (Single, Ed. Paulistas, 1991)
- Arca de Nóe II (2LP, 1992)

#### De 2000 a 2009
- Florestas Em Movimento [Manuel Freire/Carlos Alberto Moniz/Conceição Lopes/Direcção-Geral de Florestas]
- Clássicos Açorianos (CD, Ed. Buda Musique, 2000)
- Graciosa Cheia de Graça (CD, Ed. Dito e Feito/Santa Cruz da Graciosa, 2001)
- Sanjoaninas 2001 (CD, Ed. Dito e Feito/Sanjoaninas, 2001)
- Sanjoaninas 2002 (CD, Ed. Dito e Feito/Sanjoaninas, 2002)
- Herdeiros da Maresia (CD, Ed. de Autor, 2003)
- Sanjoaninas 2003 (CD, Ed. Dito e Feito/Sanjoaninas, 2003)
- Sanjoaninas 2004 (CD, Ed. Dito e Feito/Sanjoaninas, 2004)
- Sanjoaninas 2006 (CD, Ed. Dito e Feito/Sanjoaninas, 2006)
- Um Gesto Pela Terra (CD, Ed. Dito e Feito/Instituto do Ambiente, 2007)
- Desporto Escolar (CD, Ed. Dito e Feito/Direcção-Geral de Inovação e de Desenvolvimento Curricular, 2009)

#### Desde 2010
- Lusofonias (2012)[3]
- O Vinho dos Poetas (2014)
- O Amor Virá Mais Tarde (2020)[4]

## Biografia televisiva e radiofónica
Autor e intérprete de música para crianças para as quais compôs mais de trezentas canções originais.
Foi o autor da música de programas infantis e juvenis como "Fungagá da Bicharada", "Zarabadim", "Era uma Vez", "Mimix", "O Rato dos Livros", "Vamos Cantar um Conto".
Assinou a direcção musical dos programas "Com Pés e Cabeça", "Sons do Sol" e "Arca de Noé".
A partir de 1993 e durante os dois anos seguintes exerceu o cargo de Consultor para a Programação Infanto-Juvenil da TVI, estação onde manteve durante dezassete meses o programa diário "A Casa do Tio Carlos", considerado nessa altura, pela crítica, o melhor programa infantil e também de maior aceitação junto do público infantil.
Em Setembro de 1994 regressa aos ecrãs do Canal 1 da RTP como apresentador e compositor do Programa "Arca de Noé".
São também da sua responsabilidade as Bandas Sonoras de várias produções para cinema e televisão de onde se destacam de entre outros "Duarte e Companhia", "O Beijo de Judas", "Crime de Luxo", "Mau Tempo no Canal" e "O Bando dos Quatro", sendo também autor de jingles publicitários e ainda dos arranjos para quase toda a sua produção discográfica e televisiva.
De Dezembro de 1998 até Março de 2004 foi co-autor e apresentador do programa de rádio "Perto do Coração" na Antena 1.
Manteve de Novembro de 2004 a Outubro de 2006 um programa intitulado "Casa dos Açores", de que é autor, em directo para a RTP Açores e RTP Internacional que desde logo passou a ser o elo de ligação de todos os Açorianos espalhados pelo Mundo.
Em 2007 começa a colaborar com o programa Portugal no Coração que passa na RTP1 (e em que participam João Baião, Tânia Ribas de Oliveira e Cristina Alves) onde faz pequenas reportagens sobre o país e os portugueses.
Teve breves intervenções como actor nas séries televisivas "Duarte e Companhia", "Sociedade Anónima", "Ferreirinha" e "29 Golpes".
A 26 de Outubro de 2008 estreou o Programa da sua autoria Portugal Sem Fronteiras, com emissão directa na RTP1, RTP Internacional e RTP África, no qual é, até hoje, apresentador em parceria com Diamantina.
Em Fevereiro de 2011 começou as gravações de "Prove Portugal", programa que apresentou em parceria com Ana Galvão.
No Verão de 2011 regressou à estrada juntamente com a equipa do “Verão Total” num roadshow por todo o País. Foi também ao serviço da RTP que apresentou o programa da “Festa das Vindimas” no norte do país.
Participou novamente em mais um roadshow pelo País, o "Verão Total 2012", juntamente com Joana Teles, Francisco Mendes, Serenella Andrade e Tânia Ribas de Oliveira.

## Prémios
É detentor de prémios de vários concursos a nível da composição e orquestração, nomeadamente, "Prémio Marceneiro da Cidade de Lisboa" e "Prémio Lacticoop".
Foi-lhe atribuído o Prémio Prestígio, em 1997, da Associação Nacional de Bombeiros Profissionais.
Foi galardoado com o Diploma de Mérito da Liga Protectora dos Animais.
Escreveu em parceria com José Jorge Letria "Rua dos Navegantes" ao qual foi atribuído o prémio "Casa da Imprensa".
Recebeu em Junho de 2000 a Medalha cidadão de mérito da cidade de Angra do Heroísmo.
No dia 31 de Março de 2001 é homenageado durante a cerimónia do 118º aniversário da Sociedade Voz do Operário.
Em 10 de Junho de 2003 é agraciado com o grau de Comendador da Ordem de Mérito por sua Excelência o Presidente da República Portuguesa Dr. Jorge Sampaio.
Em 2012 é agraciado com a "Insígnia autonómica de mérito cívico".

## Comentários
"tenho óptimas memórias do grupo SARL, com o qual fui a um festival da canção e do qual faziam parte Carlos Alberto Moniz, Pedro Osório, Samuel e Madalena Leal." por Helena Isabel
Sobre Clássicos Açorianos: "Este disco(…) é seguramente um dos discos do século em Portugal" - Carlos Pinto Coelho, Acontece - Fim de Século.